# Deutsches Bunkermuseum

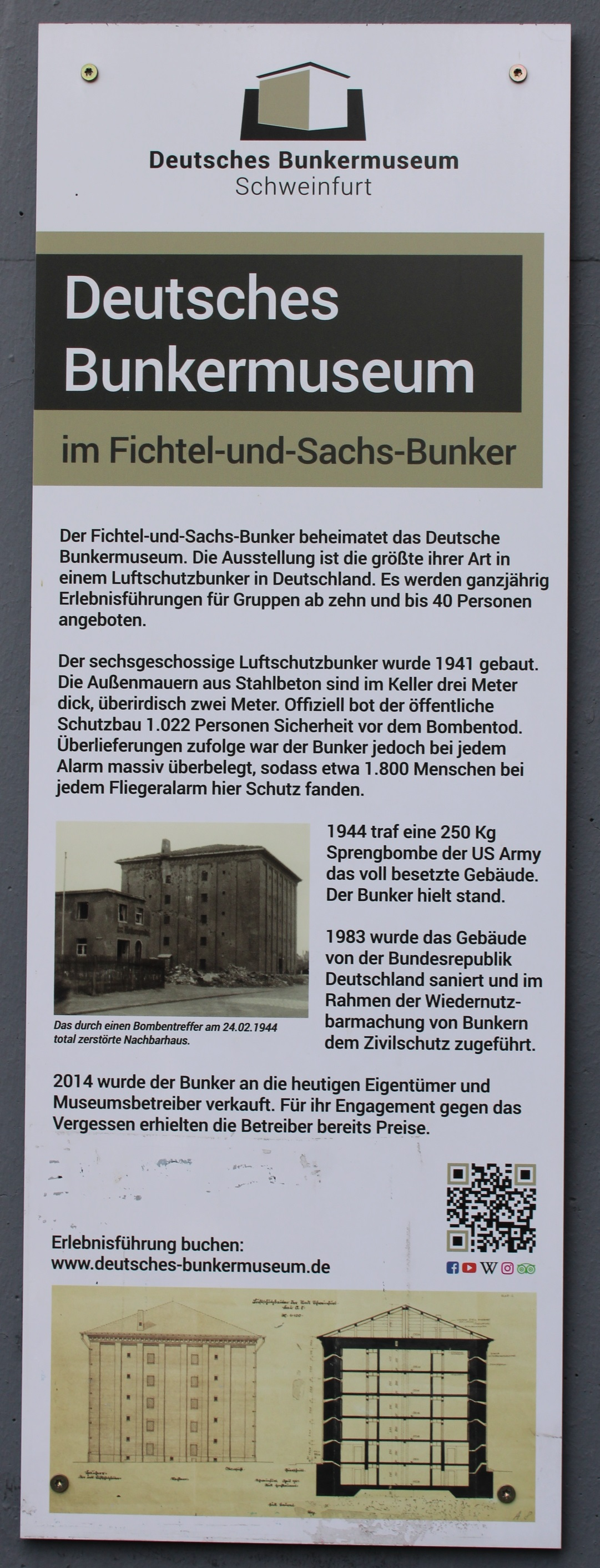
Infotafel

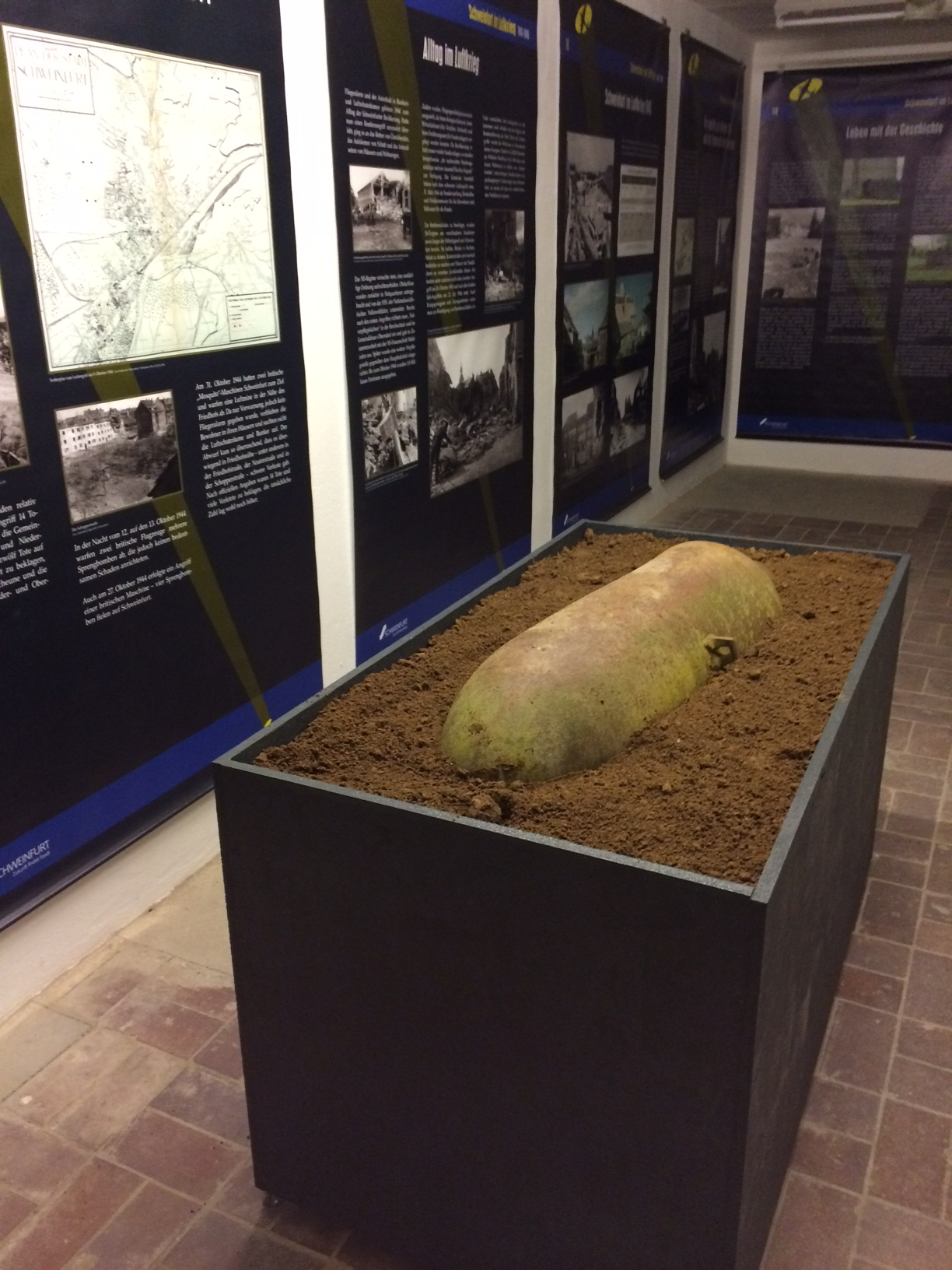
Eine im Bunkermuseum ausgestellte Fliegerbombe

Das Deutsche Bunkermuseum in Schweinfurt befasst sich mit Luft- und Zivilschutz während des Zweiten Weltkriegs. Es wurde 2014 eröffnet und befindet sich im Fichtel-und-Sachs-Bunker, der ursprünglich als Hochbunker A8 bezeichnet wurde.

## Lage
Der Fichtel-und-Sachs-Bunker mit dem Deutschen Bunkermuseum liegt im Stadtteil Oberndorf, gegenüber der ehemaligen Hauptverwaltung der Fichtel & Sachs AG (heute ZF Friedrichshafen AG) in der Ernst-Sachs-Straße 73.

## Fichtel-und-Sachs-Bunker

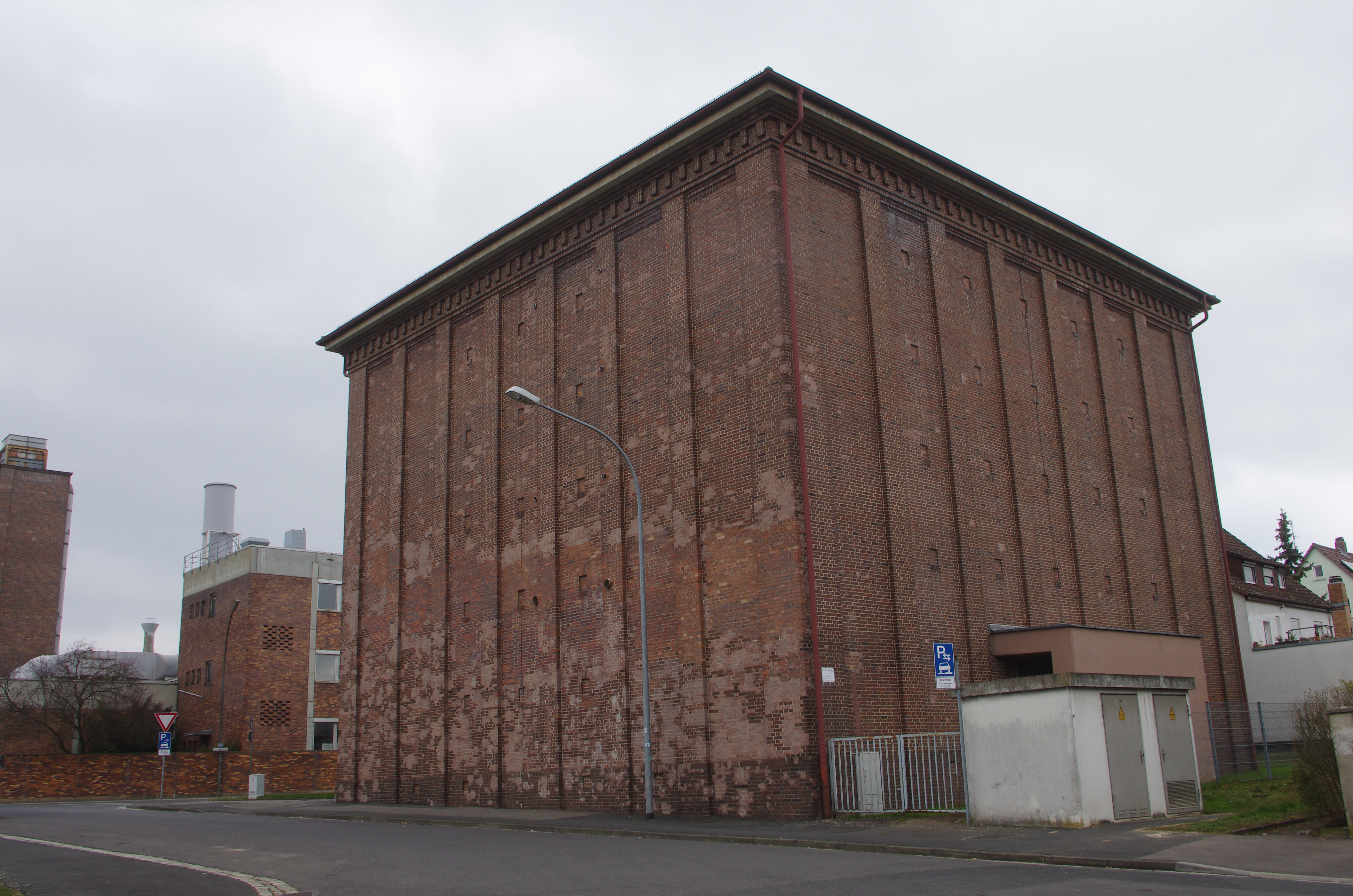
F & S-Bunker, im Hintergrund das Werk Nord der Fichtel & Sachs AG (heute ZF Friedrichshafen AG)

Schweinfurt erlitt während des Zweiten Weltkriegs 22 größere Luftangriffe, da es das Zentrum der kriegswichtigen deutschen Kugellagerindustrie war, einer Schlüsselindustrie. Deshalb hatte die Stadt die beste Luftverteidigung Deutschlands und wurde lediglich zu 40 bis 45 % zerstört, während das benachbarte Würzburg in einem Angriff zu 80 % zerstört wurde. Die US-Amerikaner erlebten über Schweinfurt ihre größte Luftniederlage (siehe: Black Thursday).
Im Rahmen des Führer-Sofortprogramms wurden deutschlandweit ab 1940 insgesamt 3000 und in Schweinfurt zehn öffentliche Hochbunker gebaut. Drei weitere Hochbunker dienten in Schweinfurt einem Teil der Belegschaften der drei Großbetriebe Fichtel und Sachs, Vereinigte Kugellagerfabriken AG (heute Teil von Svenska Kullagerfabriken) und Kugelfischer als sogenannte Werksbunker als Schutzraum.
Im Stadtteil Oberndorf wurde 1941 von der Bauunternehmung Riedel (heute Firmengruppe Riedel Bau) der öffentliche Hochbunker A8 errichtet. Das Gebäude ist 20 × 21 Meter groß und bis zur Oberkante des Bunkerdeckels (oberste Decke) 19 Meter hoch. Auf dem 1,40 Meter starken Deckel wurde zur Tarnung ein Zeltdach mit 25 Grad Neigung errichtet. Der Dachstuhl wurde aus Brandschutzgründen komplett aus Betonelementen hergestellt. Der Hochbunker verfügt über ein Kellergeschoss mit drei Meter dicken Wänden. Erdgeschoss und die vier Obergeschosse haben zwei Meter dicke Wände. Den Schutzbau zeichnet seine aufwändige Verklinkerung aus, in die Fensterattrappen eingearbeitet wurden.

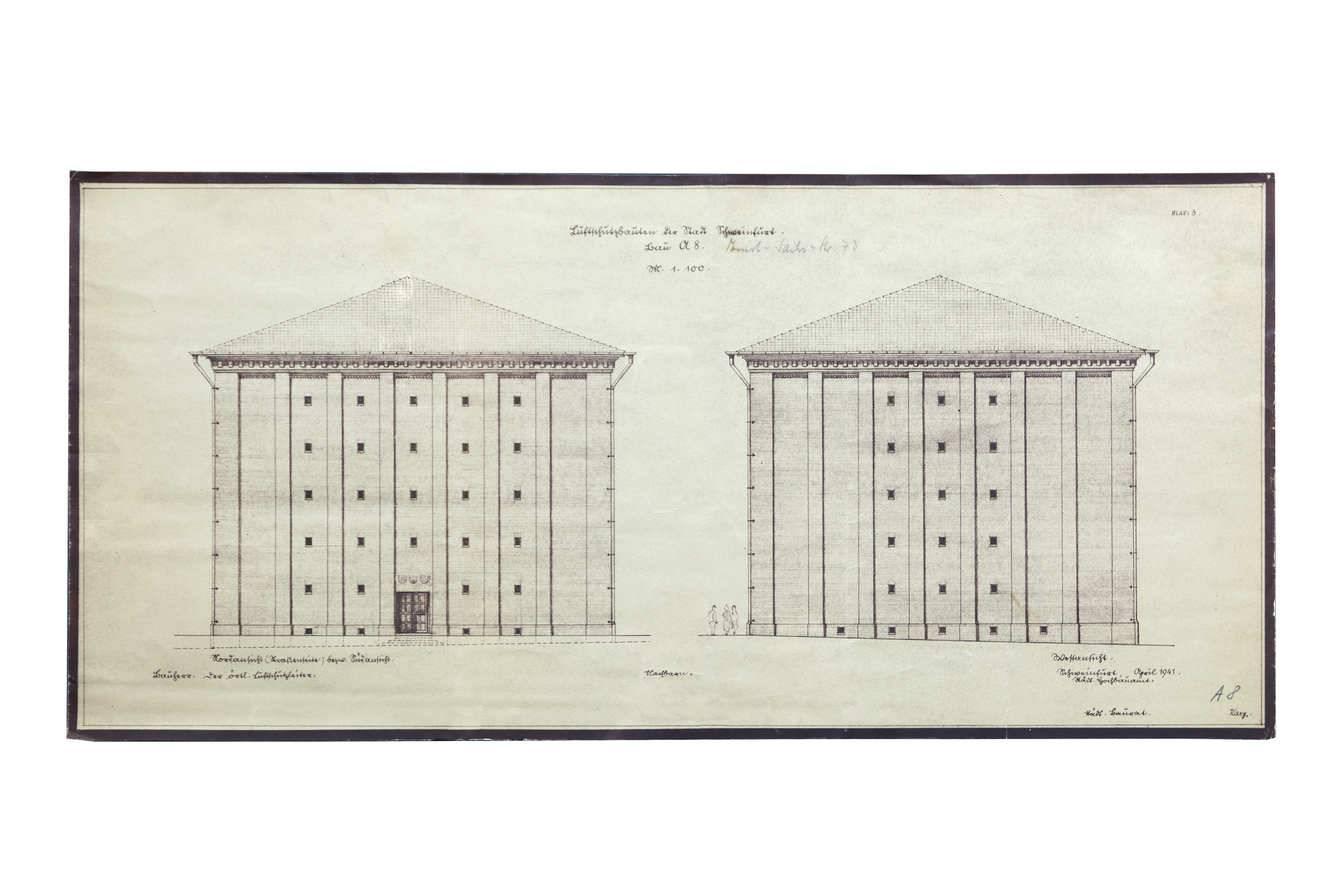
Bauplan

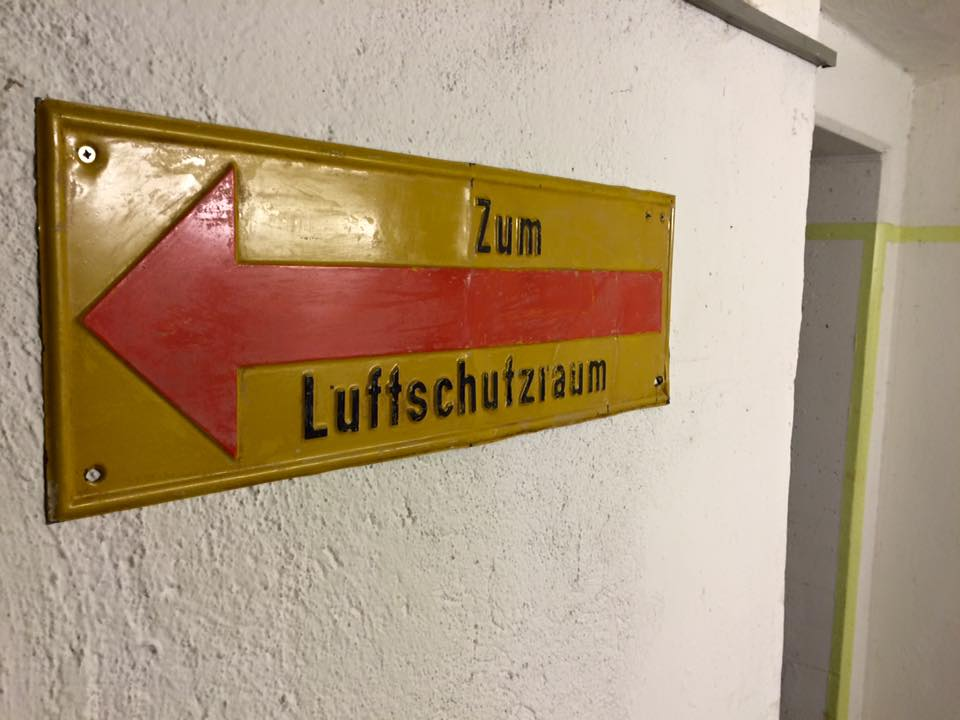
Hinweisschild

Offiziell durfte der Bunker mit 1022 Personen belegt werden. So vielen Menschen reichte nach damaliger Berechnung der Sauerstoff für zwölf Stunden. Zeitzeugen berichten von einer permanenten Überbelegung. In den Gängen und Treppenhäusern suchten zusätzlich Menschen Schutz. Bis zu 1800 Schweinfurter flüchteten sich in den Hochbunker A8. Während des Krieges bekam der Fichtel-und-Sachs-Bunker bei voller Besetzung einen Bombentreffer. Bis auf einen Schaden an der Dachattrappe blieb das Gebäude unversehrt. Nach dem Krieg lebten obdachlos gewordene Schweinfurter und Flüchtlinge in dem Bunker. Danach diente der Hochbunker kurzzeitig den Sachs-Werken als Lager.
1983 wurde der Bunker A8 wie alle öffentlichen Schutzbauten in Schweinfurt wieder nutzbar gemacht. Bundesweit wurden in dieser Zeit etwa 500 der 3000 in Deutschland errichteten Hochbunker saniert. Die Heizung aus dem Jahr 1941 wurde entfernt und stattdessen eine elektrisch betriebene Lüftungsanlage installiert. Elektro- und Sanitäranlagen wurden erneuert und der Bunker innen verputzt und weiß gestrichen. Im vierten Obergeschoss wurde ein Sandfilter eingebaut, der durch die Lüftungsanlage von außen angesaugte heiße und auch kontaminierte Luft kühlen und grob filtern sollte. 82 Kubikmeter Basalt-Brechsand mit 120 Tonnen Gewicht wurden hier eingebaut. Der Bunker sollte Mitte der 1980er Jahre atomaren, biologischen und chemischen Schlägen standhalten und die Insassen schützen. Daher wurden 1983 sämtliche Öffnungen wie die Koks- und Kohlenrutsche im Keller sowie der Dachaufstieg durch den Bunkerdeckel mit Beton vergossen. Auch der Abstieg in einen Fluchttunnel, der aus dem Kellergeschoss unter der angrenzenden Karl-Schemmrich-Straße hindurch in einen Vorbunker mündete, wurde mit hochfestem Brücken-Beton (nur Zement und Basalt) verschlossen.
In einem geheimen Bieterverfahren verkaufte die Bundesanstalt für Immobilienaufgaben (BImA) den Hochbunker schließlich 2014 an Nils und Petra Brennecke.

## Deutsches Bunkermuseum
Das Deutsche Bunkermuseum im Fichtel-und-Sachs-Bunker beheimatet Ausstellungen zum zivilen Luftschutz während des Zweiten Weltkriegs und des Kalten Kriegs in Deutschland. Die Ausstellungen erstrecken sich über mehrere Etagen innerhalb des Hochbunkers. Neben seltenen und auch skurrilen Exponaten wird die Ausstellung „Schweinfurt im Luftkrieg“ der Stadt Schweinfurt gezeigt.
Zeitgenössische Exponate wie unschädlich gemachter Blindgänger von Fliegerbomben (250-kg-Sprengbomben, eine 500-kg-Sprengbombe sowie Brandbomben), Gasschutz-Exponate und viele Objekte zum zivilen Luftschutz werden im Museum ausgestellt. Alle Exponate sind chronologisch sortiert und mit Liebe zum Detail aufbereitet worden. 
In zahlreichen Zellen – so wurden die 6 m² großen Zimmer im Bunker genannt – werden Szenen aus der Zeit mit originalem Bunkerinventar dargestellt, z. B. ein Gepäckraum mit Koffern und anderem Sperrgut. Es wird ein Raum mit einer Bunkersitzeinrichtung sowie ein Raum mit einer Bunkerliegeeinrichtung gezeigt. Alle Räume sind mit Exponaten aus den 1930er und 1940er Jahren dekoriert. Zwei Räume widmen sich dem Gasschutz. Hier sind Mütter (lebensgroße Puppen) ausgestellt, die ihre Kinder vor einem möglichen Giftgas-Angriff per Gasschutz-Bettchen und Gasschutz-Jäckchen schützen. Auch eine Pferdegasmaske ist zu sehen.
Es ist ein Schutzraum eingerichtet, wie ihn die Bundeswehr unter Stabsgebäuden bereitstellte. Diese Exponate stammen aus Originalbeständen der Bundeswehr.
Das Thema Kommunikation wird in zahlreichen Vitrinen dargestellt: Volksempfänger, Feldpostbriefe, Schreibmaschine, Literatur und Zeitungen sind im Bunkermuseum ausgestellt. 
Ein Zimmer beschäftigt sich mit zwei im Zweiten Weltkrieg gefallenen Söhnen einer bekannten Schweinfurter Bauunternehmerfamilie. Der gesamte Nachlass der 1944 und 1945 gefallenen Brüder wurde dem Bunkermuseum geschenkt.
Jedes Jahr findet im April die Gedenkveranstaltung zum Kriegsende in Schweinfurt statt. Am dazugehörigen Wochenende wird das Deutsche Bunkermuseum für Einzelbesucher geöffnet, das ansonsten nur von angemeldeten Gruppen (ab 10 Teilnehmern) mit einer Führung besucht werden kann.